# Triclistus parallelus
Triclistus parallelus là một loài tò vò trong họ Ichneumonidae.